# New Model No.15
«New Model No.15» —en español: «Nuevo Modelo Número 15»—, es la décima canción del álbum de estudio Mechanical Animals de la banda estadounidense de metal industrial Marilyn Manson, publicada el 15 de septiembre de 1998. No tiene vídeo musical, ni sé lanzó como sencillo.
La canción no volvió a reaparecer en otro disco que no fuera el de Mechanical Animals. Se refiere a la cultura popular de The Rolling Stones. El track está después del sencillo de «I Don't Like the Drugs (But the Drugs Like Me)» y antes de la canción de «User Friendly».

## Versiones
- New Model No.15 aparece únicamente en Mechanical Animals. La canción no fue utilizada para publicaciones posteriores ni tuvo una versión adicional.

- Datos: Q6041506